# Armand Călinescu

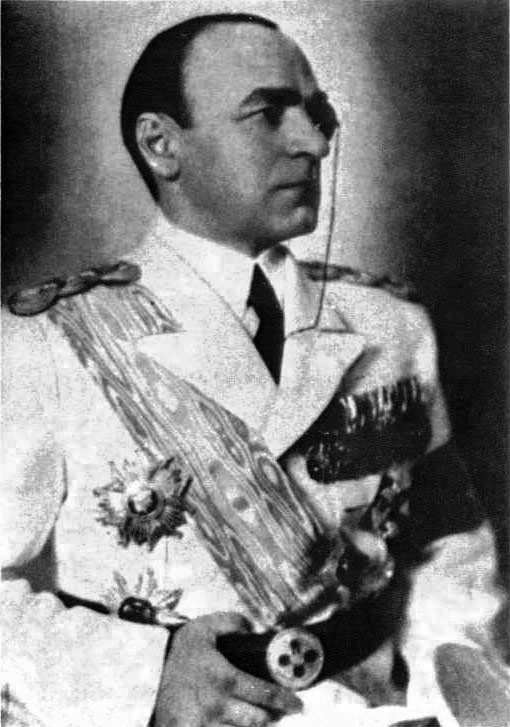
Armand Călinescu

Armand Călinescu (* 4. Juni 1893 in Pitești; †  21. September 1939 in Bukarest) war ein rumänischer Politiker und bis zu seinem Tod Ministerpräsident des Landes.

## Leben
Călinescu war der Sohn des Tierarztes Mihai Călinescu und dessen Ehefrau Ecaterina geborene Gherasim. Nach der Schule studierte Călinescu Rechtswissenschaften und Philosophie an der Universität Bukarest. Nachfolgend promovierte er in Politikwissenschaften und Wirtschaftswissenschaften  in Paris. 
Als Mitglied der Partidul Național Țărănesc (PNŢ) kam er 1926 ins rumänische Parlament. Später war er unter anderem stellvertretender Landwirtschaftsminister und Unterstaatssekretär im Innenministerium und als solcher für Repressionsmaßnahmen gegen die Kommunistische Partei sowie die faschistische Eiserne Garde mitzuständig.
Nach der Annahme der Berufung als Innenminister in die Regierung von Octavian Goga, wofür er aus der PNŢ ausgeschlossen wurde, bekleidete er auch in der nachfolgenden Regierung von Miron Cristea ab 1938 verschiedene Ministerposten, unter anderem das Amt des Vizeministerpräsidenten und Verteidigungsministers. Nach Cristeas Tod wurde er am 7. März 1939 von König Karl II. zu dessen Nachfolger als Ministerpräsident Rumäniens ernannt, seinen Posten als Verteidigungsminister behielt er bei. Călinescu war im Dezember 1938 Gründungsmitglied der Frontul Renaşterii Naţionale gewesen, die mit Billigung des Königs eine Einparteienherrschaft aufbaute. Außenpolitisch orientierte er sich inmitten der europäischen Krise, die zum Zweiten Weltkrieg führte, an Frankreich und Großbritannien. Während des Überfalls auf Polen gewährte er der polnischen Armee den Rückzug auf rumänisches Territorium.
Călinescu wurde von der Eisernen Garde als einer der Hauptverantwortlichen für die Repression dieser Gruppierung und insbesondere für die Festnahme und außergesetzliche Hinrichtung deren Anführers Corneliu Codreanu und mehrerer seiner Anhänger im November 1938 betrachtet. Er wurde auf Veranlassung von Codreanus Nachfolger Horia Sima am 21. September 1939 in Bukarest ermordet.